# Free Stamp
Free Stamp je venkovní socha umístěná ve Willard Park v Clevelandu, Ohio znázorňující razítko. Vytvořili ji Claes Oldenburg a Coosje van Bruggen a bývá nazývána „největším razítkem na světě.“ Rozměry skulptury jsou 8,79 m na 7,9 m na 15 m. V roce 1985 dala společnost Standard Oil of Ohio (Sohio) souhlas ke zbourání svého starého Ohijského ústředí na Public Square. Původně bylo navrženo, že na tomto místě bude stát socha velké ruky se známkou na razítkovacím polštářku. Podle jednoho manažera pracujícího s Oldenburgem měl na razítku stát odkaz na památník vojáků a námořníků z doby občanské války, který je poblíž.
Sohio bylo převzato společností BP, jejíž vedoucí převzali management Sohia ještě před instalací sochy. Ti si ale nemysleli, že je razítko vhodné pro tuto lokaci a že Oldemberg ve skutečnosti plánuje výsměch BP za to, že Sohio ztratilo nezávislost. Společnost dala umělcům povolení přesunout sochu na jiné místo ve městě, ale ti odmítli a socha byla uložena ve skladišti ve Whitingu v Indianě. Dalších několik let hledali BP a umělci nové místo. Bylo jich navrženo několik včetně Clevelandského muzea umění. Umělci chtěli sochu ponechat poblíž Public Square a nakonec si vybrali Willard Park.
V roce 1991 darovala společnost BP sochu městu Cleveland. Nápis na razítku byl upraven na „Free“, pootočena na stranu a v listopadu 1991 byla umístěna na své místo. Oldenburg údajně řekl, že to vypadá, jakoby nějaká gigantická ruka zvedla sochu ze svého zamýšleného místa na BP Tower a s hněvem ji hodila o několik bloků dále, kde skončila na straně.